# 觸手
觸手（學名：tentacle）或稱觸鬚、觸角，是一種生物體上的器官。常見於軟體動物，通常是複數，從數根到無法計量之數目的蠕動柔軟細長器官。大多用作感測外界環境變化，但觸手也可用來獲取物體。

## 生物體上
觸手是由口部的細胞演化而來，如原始的水母、水螅等生物都俱有觸手，以幫助攝食或是偵測四周環境，故原始的觸手並非用於使生體移動，移動方面的功能是後來才演化出來。
觸手演化而成的另外器官稱為觸腕或稱頭足，學名為tentacular arm；該器官指「鬚狀有環狀吸磐的肢臂」，為烏賊和章魚等生物所俱有之肢體，原為生於頭部之足部經演化而成，功能為運動及感覺等方面。觸腕數量通常是複數，例如章魚有四對，烏賊有五對；觸腕前端有吸盤，能吸附物體，也有感覺神經能偵測外界變化。部分翻譯書籍將觸腕、觸角（常見於指蝸牛頭頂前端之凸出部份，用於感覺外界變化）或是觸手混用，即把觸腕視為觸手，但觸腕實為觸手所演化出來之構造，故一般較嚴謹之生物學書籍是用觸腕來表示此演化後的肢體。
以觸手冠動物來界定觸手。相關的名詞有圍口觸手：乃位於其腹面口部四周特化的感覺器官；管足：為棘皮動物門中海參及海星等所俱有之運動構造，為原始觸手演化而來，用於攝食與運動，管足背上有觸手壇囊，管足下方有吸盤，做為輔助運動的器官。而觸手就是位於管足前端的突起條狀物。

## 其他含意

### 洛夫克拉夫特的作品
在洛夫克拉夫特的作品中多次出現嘴部週圍有觸手的異形怪物，最有名的是《克蘇魯的呼喚》中的巨大邪神克蘇魯，在洛夫克拉夫特的示範下，觸手成為恐怖作品的元素之一。

### 色情作品
在日本動漫作品中，觸手結合陽具跟手指的特質侵犯劇中出現的女性或男性。除了以上的兩種特質外，為數不少的觸手也暗示捆綁跟繁殖的象徵，例如《變異體少女》（エルフェンリート）、《魔法少女愛》（魔法少女アイ）等作品。

### 網絡語言
在網絡環境下，有時會以觸手來稱呼格鬥遊戲、音樂遊戲的高手或擁有一定技藝的畫師；他們的技術完全超過一般人，感覺像是有不只兩隻手，因而被稱為觸手。可以在前面加形容詞形成新的稱呼，如神觸、大觸等。